# Amigdoscalpellum aurivillii
Amigdoscalpellum aurivillii är en kräftdjursart som först beskrevs av Henry Augustus Pilsbry 1907.  Amigdoscalpellum aurivillii ingår i släktet Amigdoscalpellum och familjen Scalpellidae.

## Underarter
Arten delas in i följande underarter:
- A. a. aurivillii
- A. a. incertum